# Claudio Mosca
Claudio Ezequiel Mosca (Bernal, 2 aprile 1991) è un calciatore argentino, centrocampista del San Miguel.

## Caratteristiche tecniche
È un esterno mancino.

## Carriera

### Club
Cresciuto nelle giovanili dell'Arsenal Sarandí, ha esordito il 21 settembre 2009 in occasione del match vinto 1-0 contro il River Plate.

### Nazionale
Con la nazionale Under-20 argentina ha preso parte al campionato sudamericano del 2011, disputandovi cinque incontri.

## Palmarès

### Club

#### Competizioni nazionali
- Campionato argentino: 1

Arsenal Sarandí: Clausura 2012
- Supercopa Argentina: 1

Arsenal Sarandí: 2012